# KoalaPad

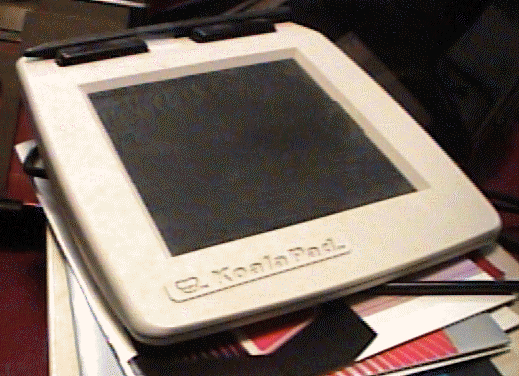
KoalaPad. Il pennino originale è appoggiato sopra i pulsanti

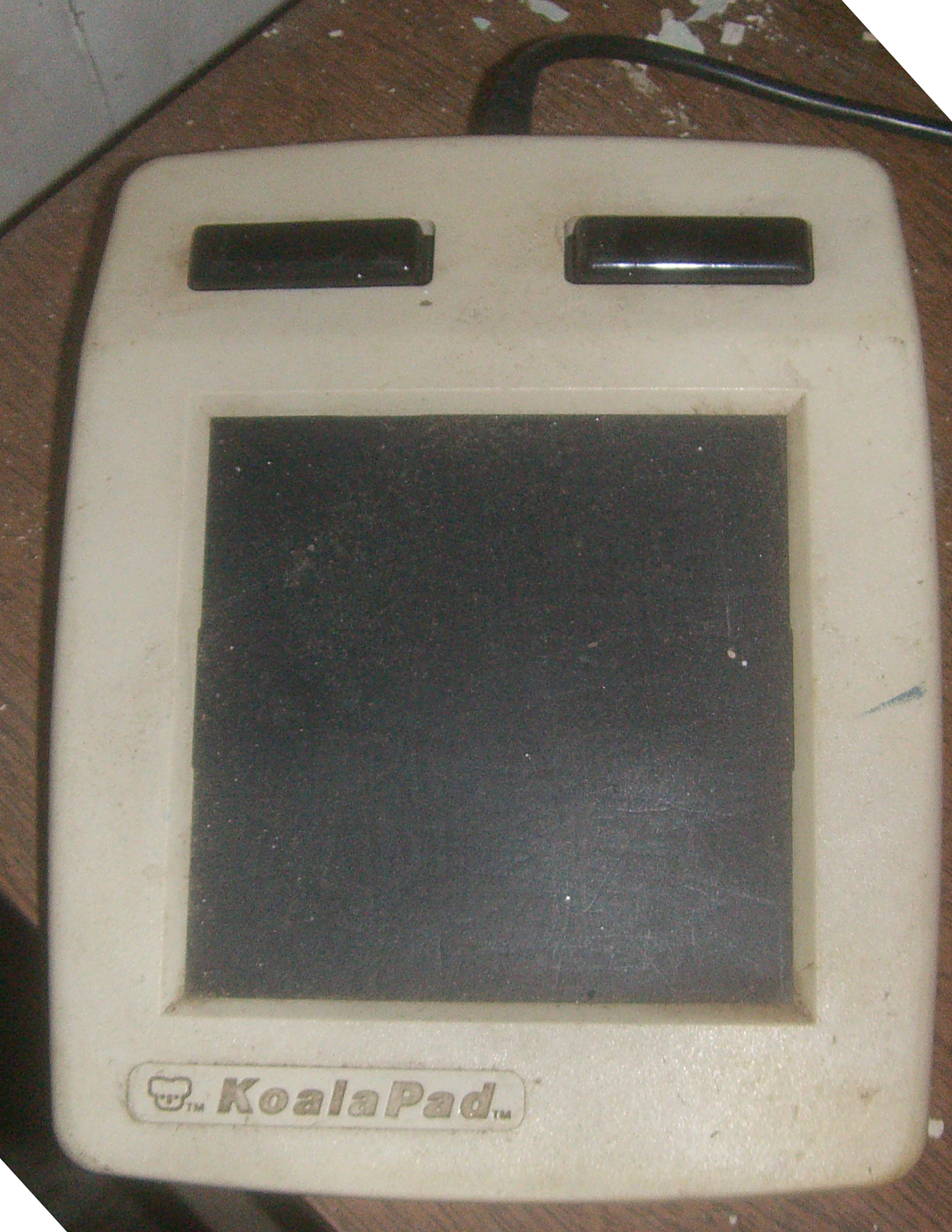
KoalaPad

KoalaPad, chiamata KoalaPad Touch Tablet sulla confezione e anche nota come Koala Pad, è una tavoletta grafica prodotta nel 1983 dalla Koala Technologies Corporation di Santa Clara. Venne commercializzata per i computer Apple II, Atari 8-bit, Commodore 64, Commodore VIC-20, PC IBM e PCjr.
Nel 1985 la Tandy ne produsse in licenza una versione per TRS-80 Color Computer, con il nome TRS-80 Touch Pad, e la Zebra Systems Inc. di New York una versione per Timex Sinclair 2068, nota come Zebra Graphics Tablet.
Era un prodotto di qualità per il mercato amatoriale, ma poco adatto per l'uso professionale. A suo tempo divenne molto conosciuta nel suo campo.
La periferica fu inventata da David D. Thornburg e realizzata con il contributo di una squadra di sviluppo numerosa. La vendita al dettaglio della KoalaPad iniziò nella zona della Baia di San Francisco il 21 maggio 1983. Fu distribuita ufficialmente anche in Europa; in Italia era venduta a poco più di 200.000 lire nel 1984.

## Caratteristiche
La KoalaPad è costituita da una piastra induttiva scura, leggermente inclinata per comodità, in un alloggiamento color bianco ghiaccio. Sopra la piastra ci sono due pulsanti di selezione neri. Si connette al computer tramite la porta joystick Atari a 9 terminali, e riceve dallo stesso cavo anche l'alimentazione elettrica. Sebbene si ottengano migliori risultati poggiandola su un ripiano, la tavoletta può anche essere tenuta in mano.
Per disegnare sulla piastra, nella confezione era fornito uno stilo di plastica rigida, ma teoricamente si può utilizzare qualunque oggetto non metallico, incluse le dita.
La tavoletta ha impostazioni di fabbrica specifiche per ciascun modello di computer supportato; esternamente le versioni Apple, Atari, Commodore o IBM sono distinguibili solo da un'etichetta sotto la tavoletta. La risoluzione dipende dalle capacità del computer, tipicamente è di 256 punti per ciascun asse cartesiano, come nel caso dell'Apple II.
Le dimensioni della periferica sono 6"x8"x1" (circa 15x20x2,5 cm), con l'area disegnabile quadrata di 4,25"x4,25" (circa 10,8x10,8 cm).
Non particolarmente grande né particolarmente precisa, era adatta per disegni artistici, non tecnici.
L'hardware interno è relativamente semplificato in quanto sfrutta il convertitore analogico-digitale interno del computer. Nel caso del Commodore 64 le coordinate del punto selezionato sulla lavagna vengono direttamente immagazzinate nelle due locazioni di memoria corrispondenti ai valori di rotazione delle paddle, per cui di fatto la tavoletta può essere utilizzata anche come generica paddle.

## Software
La KoalaPad era venduta con incluso il software di grafica KoalaPainter per Commodore 64 o Micro Illustrator per Apple/Atari/PC, molto simili tra loro, con numerose funzionalità di grafica bidimensionale, sebbene privi di funzioni di inserimento testo e di stampa. Esistono molte versioni di questo software, chiamate KoalaPainter anche su Apple/Atari e PC Design su PC. Anche all'edizione per PCjr fu poi abbinato uno specifico KoalaPainter. Per il VIC-20 invece era incluso il gioco su cartuccia Dancing Bear, un dimostrativo delle possibilità musicali e di animazione del computer, controllabile con la tavoletta.
Per la Zebra Graphics Tablet del Timex Sinclair 2068 i programmi di grafica disponibili erano Zebra Painter oppure Tech-Draw, ispirato a MacPaint.
La Koala Technologies introdusse anche Koala Printer per C64, per supportare la stampa in sfumature di grigio dei disegni realizzati con KoalaPainter; Instant Programmer's Guide per Apple/Atari/C64/PC, per scrivere programmi basati su KoalaPad in BASIC o Assembly; Graphics Exhibitor per Apple/Atari/C64, un elaboratore di presentazioni realizzate con immagini di KoalaPainter corredate di testo; Color Series I: Geometric Designs per Apple/Atari/C64, una sorta di libro da colorare con complesse figure geometriche; Logo Design Master per Apple/C64/PC, per convertire i disegni della KoalaPad in comandi Logo; e diversi programmi educativi rivolti all'infanzia.
In seguito molti altri programmi di terze parti supportarono ufficialmente la KoalaPad tra le periferiche di ingresso, ad esempio GEOS, The Print Shop, Music Construction Set, i programmi di disegno alternativi per Apple II PictureWriter (con grafica vettoriale) e The Graphic Solution, o Flexidraw 5.5, nonostante, quando quest'ultimo uscì, la tavoletta fosse già fuori produzione da tempo.